# 東北地方の住宅団地の一覧
東北地方の住宅団地の一覧
東北地方で建設された住宅団地の一覧を示す

## 青森県

### 青森県住宅供給公社
- 青森県住宅供給公社住宅団地

### その他
- 平岡団地（青森市）
- 青森市営奥野団地、八洲建築設計事務所、地域住宅、1993年、
- 旭ヶ丘団地 (八戸市)
- 是川団地 (八戸市, 公営住宅等整備事業)
- 白銀台団地 (八戸市)
- ひがし野団地駅 (十和田市ひがしの)
- 多賀台団地 (八戸市)
- 河原木団地 (八戸市下長四丁目・下長五丁目)
- 岬台団地 (八戸市岬台4丁目, 県営・市営・雇用促進住宅の住宅団地)
- 桜川 (青森市) 桜川団地
- 小柳駅 (青森県)小柳第1～第3団地 (青森市小柳)
- 五戸・上市川住宅団地 (五戸町)
- 弘前市りんごの樹 (民間高齢者優良賃貸住宅, 公営住宅等整備事業)
- 東北町朝日団地 (シルバーハウジング, 公営住宅等整備事業)
- 中泊町さわやか団地 (公営住宅及び特定公共賃貸住宅, 公営住宅等整備事業)
- 雇用促進住宅白銀台宿舎
- 雇用促進住宅岬台宿舎
- 雇用促進住宅安原団地
- 雇用促進住宅浜の町西宿舎 -
- 雇用促進住宅浜の町東宿舎
- 雇用促進住宅泉野宿舎 - 青森市大字泉野
- 雇用促進住宅相野宿舎 - 青森市富田3丁目
- 雇用促進住宅やはぎ宿舎 - 青森市第二問屋町3丁目
- 雇用促進住宅芦谷宿舎 - 青森市第二問屋町4丁目
- 雇用促進住宅岩木宿舎 - 弘前市大字五代

## 岩手県

### 公営団地
- 遠野市営鶯崎団地、現代建築研究所ほか、2000年団地建替え
- 嬉石住宅、岩手県、中庭型、1982年
- 東八幡平温泉金沢観光団地八幡平温泉郷 (岩手県八幡平市) 1974
- 大館市営水門前住宅「SWAN HOUSE」、新居千秋都市建築設計、地域住宅、1994年
- 富士見団地
- 北陵団地
- 滝沢かつらぎ団地
- サンシティ国分団地
- みたけ台団地
- けや木の平団地
- 桜台団地
- 湯沢団地
- 西根団地
- 滝沢ゆとりヶ丘団地
- 中田団地（中田市営アパート、一関市）
- はんの木団地
- 上平田団地
- 天下田団地
- 晴山団地
- 八木沢団地
- 高木団地
- 大堤団地
- 桜木団地
- つつじが丘団地
- 岩脇団地
- 稲村団地
- 岬台団地
- 晴山団地
- 金山団地
- 釣山団地
- 西根団地
- 松尾鉱山緑ヶ丘団地
- 岩手県営長谷堂団地 (大船渡市, 公営住宅, 公営住宅等整備事業)
- 花巻市赤坂団地 (公営住宅, 公営住宅等整備事業)
- 遠野市八幡住宅 (公営住宅, 公営住宅等整備事業)
- 紫波町朝日ヶ丘北住宅 (シルバーハウジング, 公営住宅等整備事業)
- 岩手県営鳴石団地 (陸前高田市, 公営住宅, 公営住宅等整備事業)

## 秋田県

### 公営団地
- 秋田県営・秋田市営旭南住宅、藤本昌也＋現代計画研究所、公営住宅建替え1995年
- 県営南ヶ丘団地 (秋田市 公営住宅, 地域住宅交付金で事業継続, 公営住宅等整備事業)
- 横手市醍醐住宅団地 (公営住宅, 公営住宅等整備事業)
- 北秋田市上杉駅前団地 (公営住宅, 公営住宅等整備事業)
- 由利本荘市松涛団地 (公営住宅, 公営住宅等整備事業)

#### 旧秋田県住宅供給公社
- 秋田県住宅供給公社参照。現在県営。

## 宮城県

### 公団(現UR)住宅
- 仙台沖野団地（仙台市若林区）
- 仙台宮城野団地（仙台市宮城野区）
- 仙台幸町団地（仙台市宮城野区）
- 仙台中山団地（仙台市青葉区）
- 仙台鶴ケ谷五丁目団地（仙台市宮城野区）
- 仙台鶴ケ谷団地（仙台市宮城野区）
- タウンハウス鶴ケ谷西団地（仙台市宮城野区）
- 仙台柏木一丁目団地（仙台市青葉区）
- 黒松団地（仙台市泉区）
- 仙台花壇団地 （仙台市青葉区, 旧日本住宅公団）
- 仙台外記丁団地
- 仙台幸町団地
- 仙台長町団地
- 仙台原町団地
- 仙台榴ヶ岡団地
- 仙台桜ヶ岡団地
- タウンハウス鶴ヶ谷西団地
- 将監団地
- 南光台団地
- 加茂団地
- 向陽台団地

### 公営団地
- 仙台市営西中田住宅 (トータルリモデル, 地域住宅交付金で事業継続, 公営住宅等整備事業)
- 気仙沼市営三日町住宅 (買取り公営住宅, 公営住宅等整備事業)
- 岩沼市 里の杜住宅 (シルバーハウジング, 公営住宅等整備事業)
- 利府町 葉山住宅 (公営住宅, 公営住宅等整備事業)
- 白石市営鷹巣住宅、芦原・北山設計企業体・北山恒、1998年
- 茂庭台団地 (仙台市太白区)
- 仙台市営茂庭第一団地（太白区）
- 仙台市営北六番丁団地（青葉区）
- 仙台市営小松島団地（青葉区）
- 仙台市営小松島第二団地（青葉区）
- 仙台市営川平団地（青葉区）
- 仙台市営赤坂団地（青葉区）
- 仙台市営上原団地（青葉区）
- 仙台市営高砂（東）団地（宮城野区）
- 仙台市営高砂（西）団地（宮城野区）
- 仙台市営鶴ヶ谷第一団地（宮城野区）
- 仙台市営鶴ヶ谷第二団地（宮城野区）
- 仙台市営小鶴団地（宮城野区）
- 仙台市営幸町団地（宮城野区）
- 仙台市営福田町第一団地（宮城野区）
- 仙台市営福田町第二団地（宮城野区）
- 仙台市営幸町第二団地（宮城野区）
- 仙台市営南鍛冶町団地（若林区）
- 仙台市営新寺小路団地（若林区）
- 仙台市営若林団地（若林区）
- 仙台市営荒井団地（若林区）
- 仙台市営中田団地（太白区）
- 仙台市営袋原団地（太白区）
- 仙台市営四郎丸団地（太白区）
- 仙台市営鹿野団地（太白区）
- 仙台市営四郎丸東団地（太白区）
- 仙台市営西多賀団地（太白区）
- 仙台市営太白団地（太白区）
- 仙台市営郡山団地（太白区）
- 仙台市営西中田団地（太白区）
- 仙台市営向原団地（泉区）
- 仙台市営天神沢団地（泉区）
- 県営団地白石寿山住宅（白石市）
- 県営団地角田横倉住宅（角田市）
- 県営団地丸森神明住宅（伊具郡丸森町）
- 県営団地蔵王井戸井住宅（刈田郡蔵王町）
- 県営団地大河原結ヶ丘住宅（柴田郡大河原町）
- 県営団地大河原上谷住宅（柴田郡大河原町）
- 県営団地村田石生住宅（柴田郡村田町）
- 県営団地柴田船迫住宅（柴田郡柴田町）
- 県営団地柴田槻木住宅（柴田郡柴田町）
- 県営団地柴田東船岡住宅（柴田郡柴田町）
- 県営団地亘理下茨田住宅（亘理郡亘理町）
- 県営団地岩沼亀塚住宅（岩沼市）
- 県営団地岩沼相の原住宅（岩沼市）
- 県営団地岩沼千貫住宅（岩沼市）
- 県営団地名取田高住宅（名取市）
- 県営団地名取飯野坂住宅（名取市）
- 県営団地名取名取が丘四丁目住宅（名取市）
- 県営団地名取名取が丘4丁目住宅（名取市）
- 県営団地名取谷津山住宅（名取市）
- 県営団地名取手倉田第二住宅（名取市）
- 県営団地名取増田住宅（名取市）
- 県営団地支倉住宅（仙台市青葉区）
- 県営団地新坂住宅（仙台市青葉区）
- 県営団地折立住宅（仙台市青葉区）
- 県営団地桜ヶ丘住宅（仙台市青葉区）
- 県営団地広瀬住宅（仙台市青葉区）
- 県営団地黒松第一住宅（仙台市青葉区）
- 県営団地中江東住宅（仙台市青葉区）
- 県営団地中江南住宅（仙台市青葉区）
- 県営団地黒松第二住宅（仙台市泉区）
- 県営団地黒松第三住宅（仙台市泉区）
- 県営団地黒松第四住宅（仙台市泉区）
- 県営団地将監第一住宅（仙台市泉区）
- 県営団地将監第二住宅（仙台市泉区）
- 県営団地将監第三住宅（仙台市泉区）
- 県営団地将監第四住宅（仙台市泉区）
- 県営団地将監第五住宅（仙台市泉区）
- 県営団地加茂住宅（仙台市泉区）
- 県営団地加茂第二住宅（仙台市泉区）
- 県営団地虹の丘住宅（仙台市泉区）
- 県営団地七北田住宅（仙台市泉区）
- 県営団地加茂第三住宅（仙台市泉区）
- 県営団地松陵住宅（仙台市泉区）
- 県営団地梶の杜住宅（仙台市宮城野区）
- 県営団地蒲生住宅（仙台市宮城野区）
- 県営団地岩切住宅（仙台市宮城野区）
- 県営団地燕沢住宅（仙台市宮城野区）
- 県営団地幸町住宅（仙台市若林区）
- 県営団地六丁目住宅（仙台市若林区）
- 県営団地六丁目東住宅（仙台市若林区）
- 県営団地中倉住宅（仙台市若林区）
- 県営団地太白住宅（仙台市太白区）
- 県営団地大和吉岡南住宅（黒川郡大和町）
- 県営団地多賀城八幡住宅（多賀城市）
- 県営団地多賀城大代住宅（多賀城市）
- 県営団地多賀城中峯元住宅（多賀城市）
- 県営団地多賀城浮島住宅（多賀城市）
- 県営団地七ヶ浜遠山住宅（宮城郡七ヶ浜町）
- 県営団地七ヶ浜松ヶ浜住宅（宮城郡七ヶ浜町）
- 県営団地塩釜清水沢住宅（塩竈市）
- 県営団地塩釜庚塚住宅（塩竈市）
- 県営団地塩釜北浜住宅（塩竈市）
- 県営団地塩釜天満崎住宅（塩竈市）
- 県営団地塩釜舟入住宅（塩竈市）
- 県営団地古川福浦住宅（大崎市）
- 県営団地古川李埣住宅（大崎市）
- 県営団地中新田田川住宅（加美郡加美町）
- 県営団地中新田羽場住宅（加美郡加美町）
- 県営団地松山金谷住宅（大崎市）
- 県営団地鹿島台福芦住宅（大崎市）
- 県営団地三本木西浦住宅（大崎市）
- 県営団地小牛田峯山住宅（遠田郡美里町）
- 県営団地涌谷中島住宅（遠田郡涌谷町）
- 県営団地涌谷田町住宅（遠田郡涌谷町）
- 県営団地涌谷下町住宅（遠田郡涌谷町）
- 県営団地鳴瀬小野住宅（東松島市）
- 県営団地鳴瀬中央住宅（東松島市）
- 県営団地鳴瀬中央第二住宅（東松島市）
- 県営団地矢本下浦住宅（東松島市）
- 県営団地河南鹿又住宅（石巻市）
- 県営団地桃生中津山住宅（石巻市）
- 県営団地矢本赤井住宅（東松島市）
- 県営団地石巻蛇田住宅（石巻市）
- 県営団地石巻門脇住宅（石巻市）
- 県営団地石巻黄金浜住宅（石巻市）
- 県営団地石巻西境谷地住宅（石巻市）
- 県営団地石巻水押住宅（石巻市）
- 県営団地石巻吉野住宅（石巻市）
- 県営団地石巻鹿妻住宅（石巻市）
- 県営団地石巻渡波住宅（石巻市）
- 県営団地気仙沼鹿折住宅（気仙沼市）
- 県営団地本吉大沢住宅（気仙沼市）
- 県営団地志津川廻館前住宅（本吉郡南三陸町）
- 県営団地登米前舟橋住宅（登米市）
- 県営団地迫萩洗住宅（登米市）
- 県営団地築館萩沢住宅（栗原市）
- 県営団地築館久伝住宅（栗原市）
- 県営団地鶯沢柳沢住宅（栗原市）
- 県営団地若柳新堤下住宅（栗原市）
- 県営団地若柳川南住宅（栗原市）
- 県営団地若柳川南第二住宅（栗原市）
- 第三勝山団地
- 中山吉成団地
- 伊勢吉成団地
- 雇用促進住宅四郎丸宿舎 - 仙台市太白区四郎丸
- 雇用促進住宅袋原宿舎 - 仙台市太白区袋原
- 柴田町の雇用促進住宅柴田宿舎
- 柴田郡村田町の雇用促進住宅村田宿舎
- 雇用促進住宅万石浦宿舎 - 石巻市流留
- 雇用促進住宅河南宿舎 - 石巻市広淵
- 雇用促進住宅新清水沢宿舎 - 塩竈市清水沢
- 雇用促進住宅岩沼宿舎 - 岩沼市里の杜3丁目
- 雇用促進住宅大和宿舎 - 黒川郡大和町吉岡東2丁目

## 山形県

### 公営
- 県営住宅十日町団地 (公営住宅PFI, 公営住宅等整備事業)
- 県営あたごアパート(山形市)県営住宅
- 県営きたまちアパート(山形市)県営住宅
- 県営宮町アパート(山形市)県営住宅
- 県営五十鈴アパート(山形市)県営住宅
- 県営深町アパート(山形市)県営住宅
- 県営東山住宅(山形市)県営住宅
- 県営南山形アパート(山形市)県営住宅
- 県営馬見ヶ崎アパート(山形市)県営住宅
- 県営飯塚アパート(山形市)県営住宅
- 県営桧町アパート(山形市)県営住宅
- 県営鈴川第2アパート(山形市)県営住宅
- 南陽市赤湯駅西団地
- 西川町西川せせらぎ団地
- 村山市楯岡鶴ヶ町住宅団地
- 米沢市堀川町住宅団地
- 朝日町栗木沢住宅団地
- 朝日町新宿住宅団地
- 大江町蛍水団地
- 大蔵村季の里住宅団地
- 小国町あけぼの団地
- 寒河江市醍醐住宅団地
- 寒河江市白岩さくら団地
- 酒田市清水下住宅団地
- 酒田市片町住宅団地
- 庄内町南町住宅団地
- 鶴岡市こぶしｹ丘川代山住宅団地
- 山形市小松原団地
- 寒河江市ほなみ団地
- 鶴岡市落合住宅団地
- 遊佐町青葉台住宅団地
- シルバーホームさくらんぼ(山形市)高優賃
- パインコート小白川(山形市)高優賃
- 元木アパート(山形市)市営住宅
- 小白川アパート(山形市)改良住宅
- 松原アパート(山形市)市営住宅
- 松山アパート(山形市)市営住宅
- 双葉町アパート(山形市)市営住宅
- 大森アパート(山形市)市営住宅
- 中桜田アパート(山形市)市営住宅
- 天満アパート(山形市)市営住宅
- 銅町アパート(山形市)市営住宅
- 南ヶ丘アパート(山形市)市営住宅
- 馬畔住宅(山形市)市営住宅
- 飯塚アパート(山形市)市営住宅
- 飯田アパート(山形市)市営住宅
- 北部アパート(山形市)市営住宅
- 末広アパート(山形市)市営住宅
- 薬師町アパート(山形市)市営住宅
- 山形市営薬師町住宅 (シルバーハウジング, 公営住宅等整備事業)
- 東根市営東根駅西団地 (公営住宅, 公営住宅等整備事業)
- 庄内町営松陽団地 (特定公共賃貸住宅, 公営住宅等整備事業)

#### 山形県住宅供給公社
- そよ風タウン嶋（山形市嶋土地区画整理事業地内, 山形県住宅供給公社）
- 定期借地権みはらしの丘小学校前（山形市大字松原地内）
- “なでしこの里”天童山口（天童市大字山口地内）
- 赤湯駅西（南陽市若狭郷屋地内）
- 公社タウン高専前（鶴岡市井岡字塔の腰地内）
- 公社タウン第2高専前(鶴岡市井岡字塔の腰地内）

## 福島県
- 福島県住宅供給公社
- 宮代団地
- 中央台団地 (いわき市)
- 久世原団地（いわき市）
- 明治団地（いわき市）
- 叶田団地（いわき市）
- 居合団地
- 松長団地（会津若松市）
- 高塚団地
- 高子団地
- 大日向団地
- 鴻草住宅団地（双葉郡双葉町）
- 県営上並松団地
- 希望ヶ丘団地（郡山市）
- 柴宮団地（郡山市）
- 静団地（郡山市）
- 高倉団地（郡山市）
- 北郡山ニュータウン#団地内施設
- 市営住宅緑ケ丘団地（郡山東部ニュータウン）
- 県営住宅緑ケ丘団地（郡山東部ニュータウン）
- 中の平団地（郡山市大槻町、昭和45年）
- 安積団地（郡山市安積町、昭和45年）
- 日吉ヶ丘団地（郡山市富田町、昭和46年）
- 桜ヶ丘団地（郡山市田村町、昭和48年）
- 松ヶ丘団地（郡山市喜久田町、昭和49年）
- 二本松雇用促進宿舎（二本松市郭内、昭和48年）
- 百合ヶ丘団地（郡山市富田町、昭和50年）
- 采女団地（郡山市采女町）
- 宮田団地（郡山市田村町、昭和52年）
- 日出山団地（郡山市安積町、昭和52年）
- 下の原団地（安達郡本宮町、昭和53年）
- 新池下団地（郡山市大槻町、昭和55年）
- 松見台団地（郡山市富田町、昭和56年）
- 大洲河原団地（郡山市安積町、昭和56年）
- 千杯田団地（郡山市喜久田町、昭和58年）
- 向陽台団地（須賀川市仁井田町、昭和60年）
- 守山団地（郡山市田村町、昭和60年）
- 雇用促進住宅あだたら宿舎（二本松市、昭和4年）
- 陸上自衛隊郡山駐屯地高森宿舎（郡山市片平町、平成7年）
- 御祭住宅団地(三春町)
- 過足住宅団地「紙漉の里」(三春町)
- 岩本住宅団地(三春町)
- 都橋住宅団地 (泉崎村)
- 会津若松市 南花畑団地 (シルバーハウジング, 公営住宅等整備事業)
- 桑折町 庫場団地 (公営住宅及び特定公共賃貸住宅, 公営住宅等整備事業)
- しのぶ台団地(福島市)
- 由添団地（福島市）
- 福島市 新町団地 (借上公営住宅, 公営住宅等整備事業)
- 県営蓬萊団地 (トータルリモデル, 公営住宅等整備事業)